# FK Sportist Swoge
Der FK Sportist Swoge (bulgarisch ФК Спортист Своге) ist ein bulgarischer Fußballverein aus Swoge, der momentan in der bulgarischen B Grupa spielt. Die Vereinsfarben sind blau/weiß.

## Geschichte
Der Verein wurde 1924 unter dem Namen Sportist Swoge gegründet. 1949 bekam der Verein den Namen DSNM Swoge. Von 1952 bis 1954 hieß er Minjor Swoge und von 1954 bis 1957 nur Swoge. Ab 1957 erhielt die Mannschaft den heutigen Namen FC Sportist Swoge. Bis 2007 spielte die Mannschaft nur in der dritten und vierten Liga. In der Saison 2006/07 stieg der Verein in die B Grupa auf. 2009 folgte der überraschende Aufstieg in die A Grupa, wo er sich nur eine Saison (A Grupa 2009/10) halten konnte.

## Bekannte Spieler
- Dijan Dontschew, ehemaliger Nationalspieler und Fußballprofi in Griechenland
- Aleksandar Sabew, ehemaliger Spieler von ZSKA Sofia
- Nikolaj Tschipew, bulgarischer U-21-Nationalspieler